# ایم-۱۲۰ آمرام
موشک هوابه‌هوای میان‌برد پیشرفته ایم-۱۲۰ (به انگلیسی: AIM-120 Advanced Medium-Range Air-to-Air Missile) با نام اختصاری آمرام (AMRAAM) موشکی با قابلیت شلیک در تمامی شرایط آب و هوایی به اهداف فراتر از میدان دید است. این موشک مافوق صوت هواپایه و رهگیر هوایی از رادار فعال برای پیگیری هدف، و فرکانس‌های رادیویی فعال برای تشخیص هدف استفاده می‌کند و بعد از شلیک به روش‌های ناوبری مستقل خود برای درگیری با هدف متکی است. وجود رادار، سیستم میکروکامپیوتری و واحد اطلاعات گرانشی باعث می‌شود تا وابستگی این موشک به سیستم کنترل آتش هواپیمای شلیک‌کننده آن به حداقل برسد.
آمرام از یک موتور راکتی سوخت جامد استفاده می‌کند که آن را به سرعت چهار ماخ رسانده و بردی فراتر از ۴۸ کیلومتر را به آن می‌بخشد. سیستم خودکار پیچیده، سرعت بسیار بالا، و مانورپذیری فوق‌العاده باعث می‌شود تا شانس فرار از چنگ آمرام به حداقل برسد. در لحظه رهگیری فیوز مجاورتی موشک بمب حاوی حدود بیست کیلو مواد منفجره آن را فعال می‌کند تا هدف را نابود کند. در مسافت‌های کوتاه این موشک کاملاً به رادار خود متکی است و هواپیمای شلیک‌کننده نیازی به هدایت آن ندارد اما در مسافت‌های طولانی‌تر این موشک از هدایت اینرسیایی بهره برده و اطلاعات مربوط به تغییرات هدف را از هواپیمای شلیک‌کننده خود دریافت می‌کند.
آمرام به سفارش نیروی هوایی و دریایی آمریکا طراحی شده و جایگزینی برای موشک‌های ایم-۷ اسپارو است. آمرام در مقایسه با اسپارو سریع‌تر، کوچک‌تر و سبک‌تر است و قابلیت بهتری برای درگیری با اهداف کم ارتفاع دارد. هزینه تولید هر فروند از موشک آمرام حدود ۳۸۶ هزار دلار اعلام شده‌است که از این رقم حدود ۶۹ درصد هزینه سیستم هدایتی، ۹ درصد سیستم کنترل، ۹ درصد فیوز، ۶ درصد پیشرانه، ۶ درصد بدنه، و فقط ۲ درصد مربوط به کلاهک جنگی آن است.

## طراحی و توسعه
برنامه ساخت این موشک در پی توافق ایالات متحده و چند عضو دیگر ناتو برای طراحی یک موشک هوا به هوای جدید آغاز شد. اولین مطالعات این برنامه در سال ۱۹۷۵ انجام شد که در آن توصیه شده بود درگیری‌های هوایی آینده بایستی برای مسافت‌های ۵ تا ۶۵ کیلومتری برنامه‌ریزی شوند. ویژگی‌های این موشک بر اساس نیازهای جنگی سال ۱۹۸۵ به بعد مشخص شده بود. مرحله طراحی مفهومی این برنامه در سال ۱۹۷۹ تکمیل شد و دو شرکت ریتیون و هیوز برای ساخت این موشک انتخاب شدند. هواپیماهای اف-۱۵، اف-۱۶ و پروژه در حال طراحی اف-۲۲ در نیروی هوایی آمریکا، اف-۱۴ دی، اف-۱۸ هورنت در نیروی دریایی آمریکا، اف-۴هایِ نیروی هوایی آلمان و تورنادوها و سی هریرهای ِ بریتانیایی هم به عنوان هواپیمای پایه برای طراحی این موشک انتخاب شدند.
در دسامبر ۱۹۸۱ هر دو این شرکت‌ها شلیک آزمایشی موشک‌های خود را انجام دادند که نیازهای نیروی هوایی و نیروی دریایی را برآورده می‌کرد. نیروی هوایی در نهایت شرکت هیوز را برای ادامه توسعه موشک انتخاب کرد و در سال ۱۹۸۷ با هر دو شرکت هیوز و ریتیون که اکنون با یکدیگر ادغام شده‌اند، برای تولید آن قرارداد بست. پس از شلیک بیش از ۲۰۰ موشک از سال ۱۹۹۱ کاربرد رسمی این موشک در نیروی هوایی و دریایی آمریکا آغاز شد.

## تاریخچه عملیاتی
نخستین شلیک این موشک در جنگ واقعی در دسامبر ۱۹۹۲ توسط یک اف ۱۶ علیه یک میگ-۲۵ عراقی در جنوب عراق صورت گرفت که به سرنگونی جنگنده عراقی انجامید. علاوه بر هواپیماهایی که به عنوان پایهٔ طراحی انتخاب شده بودند، در سال‌های بعد این موشک بر روی جنگنده‌های دیگری چون یوروفایتر تایفون، اف-۱۸ سوپرهورنت، اف-۵، و جنگنده‌های سوئدی ساب ۳۷ ویگن و ساب ۳۹ گریپن هم نصب شده‌است.